# Hár, Jafnhár e Þriðji

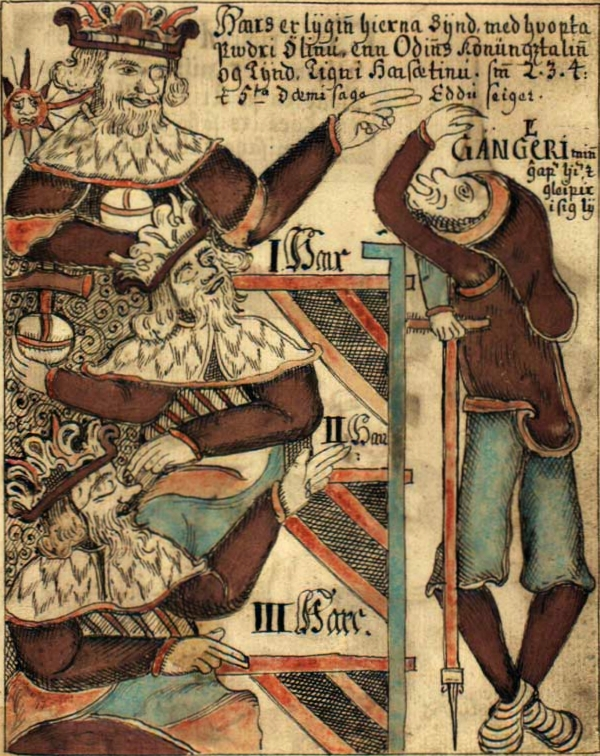
Alto, Segundo-depois-do-Alto, e Terceiro conversam com Gylfi/Gangleri em uma imagem do século dezoito.

Hár, Jafnhár, e Þriðji, em nórdico antigo (Alto, Tão-Alto, e Terceiro) são três homens que respondem as questões feitas por Gangleri (na verdade o rei Gylfi) no livro da Edda em prosa, Gylfaginning. 
As três figuras sentam-se em três tronos; Alto (Hár, High) no mais baixo,  Segundo-depois-do-Alto (Jafnhár, Just-As-High) no meio, e Terceiro (Þriðji, Third) no mais alto. 

É revelado no capítulo 20 de Gylfaginning (traduzido para a língua inglesa por Anthony Faulkes) que esses nomes são pseudônimos utilizados por Odin:
[Odin] chamando a si próprio de diversos outros nomes na visita do Rei Geirrod:
"Eu me chamo [...] Terceiro, [...] Alto, [... e] Segundo-depois-do-Alto"Original {{{{{língua}}}}}: Edda em prosa— Snorri Sturlusson